# 三郷村 (岐阜県恵那郡)
三郷村（みさとむら）は、かつて岐阜県恵那郡にあった村である。
現在の恵那市三郷町にあたり、平成の大合併以前の恵那市南西部に該当する。なだらかな丘陵地域の山村であった。

## 大字・字
- 大字 :佐々良木
- 字 :中島、筑田、鵜遠、折戸、後山、下平、辨財天、番場澤、目垂、中田、槇ケ洞、西ケ洞、上鑄師、下鑄師、中坪、畑中、直路、大平、張森、田尻、寺尾、判の木、白澤、下小屋ケ洞、丸草、瀧ケ入、渚の前、上通、的場、床ケ入洞、杉ケ入、上中切、下中切、鍵屋、政所、藤の木、松葉、森平、苅宿、橡明、大平山、伊保、宮の前、下屋、上ケ平、植木、上平、白砂、外ケ洞、菊作、老治、四斗蒔、一色、京小屋ケ洞、祝ケ洞、洞田、東洞田、赤坂、森下、月ケ入、深瀬、山の上、古佐渡、中深瀬、下紺屋、亀ケ澤、山崎、朴の木、櫻元、小橋、高砂、吹洞、兼友
- 大字 :野井
- 字 :赤坂、法仙寺、西上ケ平、東上ケ平、川上、炭焼、大平、山地、大屋、室屋、一色、分立、大澤、道場、大澤、後起、東赤坂、烏帽子岩、流田、柿平、中切、鳥居前、砥取、下田、前田、松林名、美濃平、北山、亀ケ澤、
- 大字 :椋實
- 字 :島、向田、火尻、深澤、洞ケ入、小田澤、峯山、大瀧、鹽澤、笠岩、上倉、八十平、辻の前、寺田、此川

## 歴史
- 平安時代末期から戦国時代末期まで、美濃国恵奈郡遠山荘の一部。岩村城を本拠地とする地頭遠山氏の領地。
- 室町時代の応仁の乱の時、信濃松尾城主の小笠原家長と木曽の豪族木曾家豊が恵那郡に侵入。文明5年（1473年）から天文元年（1532年）の数十年間小笠原氏が大井城を拠点として恵那郡中部を支配。しかし天文2年（1533年）以降になると小笠原氏は家中の内紛により勢力が弱まり、遠山氏が恵那郡中部を奪還。
- 天正2年(1574年)、武田勝頼が東美濃に侵攻した際に野井村の法仙寺を焼討した。その際に本尊の十一面観音は地中に埋められたが、後に野井川が氾濫した際に流出し威代寺の僧が発見して小堂を建てて祀ったが、明治になって小堂を取り壊して十一面観音を威代寺に移した。
- 天正3年(1575年)2月、武田勝頼が東美濃に侵攻した際に、椋実村にあった欒峰城主遠山右馬安永の菩提寺西善寺が焼討され滅亡。
- 江戸時代は岩村藩領。
- かつて佐々良木村の武並神社の南側に真言宗の南陽山神護寺があったが明治の神仏分離令の際に廃寺となった。
- 1889年（明治22年）7月1日 - 野井村、佐々良木村、椋實村が合併し、三郷村となる。
- 1954年（昭和29年）4月1日 - 恵那郡大井町、長島町、東野村、武並村、笠置村、中野方村、飯地村と合併して恵那市となる。

## 教育
- 三郷村立佐々良木小学校（1983年野井小学校と統合し、現・恵那市立三郷小学校）
- 三郷村立野井小学校（1983年佐々良木小学校と統合し、現・恵那市立三郷小学校）
- 三郷村立三郷中学校（統合により廃校。現・恵那市立恵那西中学校）

## 寺院
三郷町野井
- 威代寺(臨済宗妙心寺派)

三郷町佐々良木
- 常久寺(臨済宗妙心寺派)
- 天長寺(曹洞宗)